# Japan Open Tennis Championships
Tokijski ATP turnir  (oficijalno Rakuten Japan Open Tennis Championships) je japanski muški teniski turnir. Trenutno se igra na tvrdoj podlogi i dio je ATP World Tour 500 serija. 

## Pobjednički spisak

### Pojedinačno
| Godina | Pobjednik          | Finalist              | Rezultat      |
| ------ | ------------------ | --------------------- | ------------- |
| 1973   | Ken Rosewall       | John Newcombe         | 6:1, 6:4      |
| 1974   | John Newcombe      | Ken Rosewall          | 3:6, 6:2, 6:3 |
| 1975   | Raúl Ramírez       | Manuel Orantes        | 6:4, 7:5, 6:3 |
| 1976   | Roscoe Tanner      | Corrado Barazzutti    | 6:3, 6:2      |
| 1977   | Manuel Orantes     | Kim Warwick           | 6:2, 6:1      |
| 1978   | Adriano Panatta    | Pat Du Pré            | 6:3, 6:3      |
| 1979   | Terry Moor         | Pat Du Pré            | 3:6, 7:6, 6:2 |
| 1980   | Ivan Lendl         | Eliot Teltscher       | 3:6, 6:4, 6:0 |
| 1981   | Balázs Taróczy     | Eliot Teltscher       | 6:3, 1:6, 7:6 |
| 1982   | Jimmy Arias        | Dominique Bedel       | 6:2, 2:6, 6:4 |
| 1983   | Eliot Teltscher    | Andrés Gómez          | 7:5, 3:6, 6:1 |
| 1984   | David Pate         | Terry Moor            | 6:3, 7:5      |
| 1985   | Scott Davis        | Jimmy Arias           | 6:1, 7:6      |
| 1986   | Ramesh Krishnan    | Johan Carlsson        | 6:3, 6:1      |
| 1987   | Stefan Edberg (1)  | David Pate            | 7:6, 6:4      |
| 1988   | John McEnroe       | Stefan Edberg         | 6:2, 6:2      |
| 1989   | Stefan Edberg (2)  | Ivan Lendl            | 6:3, 2:6, 6:4 |
| 1990   | Stefan Edberg (3)  | Aaron Krickstein      | 6:4, 7:5      |
| 1991   | Stefan Edberg (4)  | Ivan Lendl            | 6:1, 7:5, 6:0 |
| 1992   | Jim Courier (1)    | Richard Krajicek      | 6:4, 6:4, 7:6 |
| 1993   | Pete Sampras (1)   | Brad Gilbert          | 6:2, 6:2, 6:2 |
| 1994   | Pete Sampras (2)   | Michael Chang         | 6:4, 6:2      |
| 1995   | Jim Courier (2)    | Andre Agassi          | 6:4, 6:3      |
| 1996   | Pete Sampras (3)   | Richey Reneberg       | 6:4, 7:5      |
| 1997   | Richard Krajicek   | Lionel Roux           | 6:2, 3:6, 6:1 |
| 1998   | Andrei Pavel       | Byron Black           | 6:3, 6:4      |
| 1999   | Nicolas Kiefer     | Wayne Ferreira        | 7:6, 7:5      |
| 2000   | Sjeng Schalken     | Nicolás Lapentti      | 6:4, 3:6, 6:1 |
| 2001   | Lleyton Hewitt     | Michel Kratochvil     | 6:4, 6:2      |
| 2002   | Kenneth Carlsen    | Magnus Norman         | 7:6, 6:3      |
| 2003   | Rainer Schüttler   | Sébastien Grosjean    | 7:6, 6:2      |
| 2004   | Jiří Novák         | Taylor Dent           | 5:7, 6:1, 6:3 |
| 2005   | Wesley Moodie      | Mario Ančić           | 1:6, 7:6, 6:4 |
| 2006   | Roger Federer      | Tim Henman            | 6:3, 6:3      |
| 2007   | David Ferrer       | Richard Gasquet       | 6:1, 6:2      |
| 2008   | Tomáš Berdych      | Juan Martín del Potro | 6:1, 6:4      |
| 2009   | Jo-Wilfried Tsonga | Mihail Južnji         | 6:3, 6:3      |
| 2010   | Rafael Nadal       | Gaël Monfils          | 6:1, 7:5      |
| 2011   | Andy Murray        | Rafael Nadal          | 3:6, 6:2, 6:0 |

### Parovi
| Godina | Pobjednik                            | Finalist                               | Rezultat       |
| ------ | ------------------------------------ | -------------------------------------- | -------------- |
| 1973   | Mal Anderson / Ken Rosewall (1)      | Colin Dibley / Allan Stone             | 7:6, 7:5       |
| 1974   | bez Rezultata                        | bez Rezultata                          | bez Rezultata  |
| 1975   | Brian Gottfried / Raúl Ramírez       | Juan Gisbert sr. / Manuel Orantes      | 6:2, 6:4       |
| 1976   | Bob Carmichael / Ken Rosewall (2)    | Ismail El Shafei / Brian Fairlie       | 6:3, 7:5       |
| 1977   | Kim Warwick / Geoff Masters (1)      | Colin Dibley / Chris Kachel            | 6:4, 7:5       |
| 1978   | Ross Case (1) / Geoff Masters (2)    | Zeljko Franulovic / Buster C. Mottram  | 4:6, 6:1, 6:3  |
| 1979   | Colin Dibley / Pat Dupre             | Rod Frawley / Francisco González       | 3:6, 6:1, 6:1  |
| 1980   | Ross Case (2) / Jaime Fillol sr.     | Terry Moor / Eliot Teltscher           | 6:3, 3:6, 6:4  |
| 1981   | Heinz Günthardt / Balázs Taróczy     | Larry Stefanki / Robert Van't Hof      | 3:6, 6:2, 6:1  |
| 1982   | Sherwood Stewart / Ferdi Taygan      | Tim Gullikson / Tom Gullikson          | 6:1, 3:6, 7:6  |
| 1983   | bez Rezultata                        | bez Rezultata                          | bez Rezultata  |
| 1984   | David Dowlen / Nduka Odizor          | Mark Dickson / Steve Meister           | 6:7, 6:4, 6:3  |
| 1985   | Scott Davis / David Pate             | Sammy Giammalva / Greg Holmes          | 7:6, 6:7, 6:3  |
| 1986   | Matt Anger / Ken Flach (1)           | Jimmy Arias / Greg Holmes              | 6:2, 6:3       |
| 1987   | Paul Annacone / Kevin Curren         | Andrés Gómez / Anders Järryd           | 6:3, 6:7, 6:3  |
| 1988   | John Fitzgerald / Johan Kriek        | Steven Denton / David Pate             | 6:4, 6:4       |
| 1989   | Ken Flach (2) / Robert Seguso        | Kevin Curren / David Pate              | 6:4, 6:4       |
| 1990   | Mark Kratzmann / Wally Masur         | Kent Kinnear / Brad Pearce             | 6:4, 6:3       |
| 1991   | Stefan Edberg / Todd Woodbridge (1)  | John Fitzgerald / Anders Järryd        | 6:3, 7:6       |
| 1992   | Kelly Jones / Rick Leach (1)         | John Fitzgerald / Anders Järryd        | 6:1, 6:7, 6:4  |
| 1993   | Ken Flach (3) / Rick Leach (2)       | Glenn Michibata / David Pate           | 6:4, 7:5       |
| 1994   | Henrik Holm / Anders Järryd          | Sébastien Lareau / Patrick McEnroe     | 6:4, 6:2       |
| 1995   | Mark Knowles / Jonathan Stark        | John Fitzgerald / Anders Järryd        | 7:5, 6:4       |
| 1996   | Todd Woodbridge (2) / Mark Woodforde | Mark Knowles / Rick Leach              | 6:1, 7:6       |
| 1997   | Martin Damm / Daniel Vacek (1)       | Justin Gimelstob / Patrick Rafter      | 3:6, 7:6, 7:6  |
| 1998   | Sébastien Lareau / Daniel Nestor     | Olivier Delaître / Stefano Pescosolido | 6:4, 3:6, 6:4  |
| 1999   | Jeff Tarango / Daniel Vacek (2)      | Wayne Black / Brian MacPhie            | 7:5, 7:6       |
| 2000   | Mahesh Bhupathi / Leander Paes       | Michael Hill / Jeff Tarango            | 6:4, 6:7, 6:1  |
| 2001   | Rick Leach (3) / David Macpherson    | Paul Hanley / Nathan Healey            | 7:5, 7:6       |
| 2002   | Jeff Coetzee / Chris Haggard         | Jan-Michael Gambill / Graydon Oliver   | 3:6, 6:4, 6:2  |
| 2003   | Justin Gimelstob / Nicolas Kiefer    | Scott Humphries / Mark Merklein        | 6:7, 6:3, 7:6  |
| 2004   | Jared Palmer / Pavel Vízner          | Jiří Novák / Petr Pála                 | 5:1, predaja   |
| 2005   | Satoshi Iwabuchi / Takao Suzuki      | Simon Aspelin / Todd Perry             | 5:4, 5:4       |
| 2006   | Ashley Fisher / Tripp Phillips       | Paul Goldstein / Jim Thomas            | 6:2, 7:5       |
| 2007   | Jordan Kerr / Robert Lindstedt       | Frank Dancevic / Stephen Huss          | 6:4, 6:4       |
| 2008   | Michail Juschny / Mischa Zverev      | Lukáš Dlouhý / Leander Paes            | 6:3, 6:4       |
| 2009   | Jürgen Melzer / Julian Knowle        | Ross Hutchins / Jordan Kerr            | 6:2, 5:7, 10:8 |
| 2010   | Eric Butorac / Jean-Julien Rojer     | Andreas Seppi / Dmitri Tursunow        | 6:3, 6:2       |
| 2011   | Andy Murray / Jamie Murray           | František Čermák / Filip Polášek       | 6:1, 6:4       |

## Vanjske poveznice
- ATP